# Hrastovac (Garešnica)
Hrastovac (njemački: Eichendorf) je naselje u Republici Hrvatskoj u Bjelovarsko-bilogorskoj županiji, u sastavu grada Garešnice. Ime je dobilo po hrastovim šumama koje su nekoć rasle na današnjem području sela.
Hrastovac je smješten oko 4 kilometara istočno od Garešnice, a prvo selo do njega je Uljanik.
Do Drugoga svjetskoga rata Hrastovac je bio naseljen većinom Nijemcima koji su iseljeni pred kraj rata. Dana 1. listopada 1941., naredbom Ministarstva unutarnjih poslova NDH, promjenjeno je ime mjesta i upravne općine Hrastovac u Eichendorf.

## Stanovništvo
Prema popisu stanovništva iz 1857. godine Hrastovac je imao 241 stanovnika i brojka stanovništva rasla je sve do 1948. godine kada Hrastovac ima najveći broj stanovnika: 1170. Od 1948. godine stanovništvo u Hrastovcu pada sve do 2001. godine kada se prvi puta bilježi blagi porast s 539 stanovnika.
| broj stanovnika | 241   | 583   | 588   | 712   | 708   | 739   | 841   | 776   | 1170  | 1017  | 895   | 687   | 570   | 521   | 539   | 479   | 370   |
|                 | 1857. | 1869. | 1880. | 1890. | 1900. | 1910. | 1921. | 1931. | 1948. | 1953. | 1961. | 1971. | 1981. | 1991. | 2001. | 2011. | 2021. |

Hrastovac je selo u kojem se nalazi dućan, mljekara, tekstilna tvornica "Nada", dječje igralište "Žabica", odbojkaško igralište, parkić, osnovna škola (1. – 4. razreda), nogometno igralište s tribinama, teren za mali nogomet...
Hrastovac nema vodovod i sustav odvodnje otpadnih voda.
Predsjednica mjesnog odbora sela je Ljiljana Dmejhal.

## Šport
- NK Mladost-Nada Hrastovac, nogometni klub

## Galerija
- Oznaka na ulasku u Hrastovac
- Pogled s tekstilne tvornice "Nada" na bar i hotel "Holiday" te dućan "Čuljat"
- Izrada grafita u Hrastovcu
- Pogled na dječje igralište "Žabica", odbojkaško igralište, buduću školu te nogometni teren
- Radna akcija u Hrastovcu, rušenje vatrogasnog doma, Ana-Marija Župančić i Ljiljana Dmejhal
- Klaun Nikola na otvorenju dječjeg igrališta

### Članci
- Samardžija, Marko. 2003. Promjene imena hrvatskih naseljenih mjesta od mjeseca travnja do kraja godine 1941. Folia onomastica Croatica. Filozofski fakultet Sveučilišta u Zagrebu. Zagreb.  (12/13): 425–432